# Bolsjefabrikken (dokumentarfilm)
Bolsjefabrikken er en dansk dokumentarfilm fra 2009 instrueret af Malina Terkelsen.

## Handling
En kakofonisk fortælling. En gammel bolsjefabrik indtaget af en gruppe mennesker. Mennesker med lyst og trang til at bygge, forandre og skabe verden sammen. Tilblivelsen af et minisamfund og tankerne bag. Om fællesskabet og virkelysten. Om rummet hvor der er plads til det skæve og imperfekte.